# NH Ostrava
BK NH Ostrava (celým názvem: Basketbalový klub Nová huť Ostrava) je český basketbalový klub, který sídlí v Ostravě v Moravskoslezským kraji. Od sezóny 1993 působí v české nejvyšší basketbalové soutěži, známé pod sponzorským názvem Kooperativa NBL. Klubové barvy jsou modrá a bílá.
Klub byl založen v roce 1952 pod jménem Sokol Ocel NHKG Ostrava. V šedesátých letech došlo k fúzi s basketbalovým oddílem Tatranu Ostrava (bronzovým medailistou v ročníku 1959/60). Brzy poté začal hrát nejvyšší československou basketbalovou soutěž, po rozdělení Československa přešel do NBL, kterou hraje dodnes. Jméno NH Ostrava nese od roku 1991. Za svou historii získal klub tři druhá a pět třetích míst, titul mistra mu však zatím uniká.
Své domácí zápasy odehrává ve sportovní hale Tatran s kapacitou 1 700 diváků.

## Historické názvy
Zdroj: 
- 1952 – Sokol Ocel NHKG Ostrava (Sokol Ocel Nová huť Klementa Gottwalda Ostrava)
- 1961 – fúze s Tatranem Ostrava ⇒ TJ NHKG Ostrava (Tělovýchovná jednota Nová huť Klementa Gottwalda Ostrava)
- 1991 – BK NH Ostrava (Basketbalový klub Nová huť Ostrava)
- 1998 – BK NH ANES Ostrava (Basketbalový klub Nová huť ANES Ostrava)
- 2000 – BK NH Ostrava (Basketbalový klub Nová huť Ostrava)

## Mládež NH Ostrava
V současné se BK NH Ostrava intenzivně věnuje práci s mládeží. Výsledkem této práce je zařazení stále více vlastních odchovanců do prvního týmu mužů. Odchovanci klubu se uplatňují dodnes jak ve vlastním oddíle, tak i v ostatních týmech regionu, republiky i zahraničí. Pro práci s mládeží se klub řídí mottem „Basketbalový klub NH Ostrava – tradice, které zavazuje“. V současné době má NH Ostrava statut SCM (Sportovní centrum mládeže) a SpS (Sportovní středisko mládeže).

## Soupiska sezóny 2020/21
Zdroj: 
| Číslo | Stát  | Hráč              | Ročník | Výška  |
| 0     | USA   | Justus Alleyn     | 1995   | 187 cm |
|       | Česko | Marek volný       | 2003   | 189 cm |
| 1     | Česko | Adam Šiška        | 2002   | 184 cm |
| 4     | Česko | Martin Nábělek    | 1998   | 178 cm |
| 6     | Česko | Adam Urbánek      | 1993   | 196 cm |
| 7     | Česko | Filip Šmíd        | 1992   | 196 cm |
| 9     | Česko | Radek Pumprla     | 1995   | 193 cm |
| 10    | Česko | Matěj Snopek      | 2000   | 195 cm |
| 11    | Česko | Benjamin Navrátil | 2004   | 180 cm |
| 13    | Česko | Týml Kevin        | 2001   | 195 cm |
| 14    | Česko | Jakub Zvolánek    | 2005   | 181 cm |
| 16    | Česko | Tomáš Havlík      | 1999   | 191 cm |
| 18    | Česko | Štěpán Svoboda    | 2000   | 194 cm |
| 21    | Česko | Dominik Heinzl    | 1995   | 203 cm |
| 24    | Česko | Dominik Lukáč     | 2000   | 195 cm |
| 33    | Česko | Dominik Žák       | 2001   | 201 cm |
| 17    | Česko | Petr Bohačík      | 1985   | 204 cm |

## Umístění v jednotlivých sezonách

### Umístění mužů
Zdroj: 
Legenda: ZČ - základní část, červené podbarvení - sestup, zelené podbarvení - postup, fialové podbarvení - reorganizace, změna skupiny či soutěže
| Československo (1961 – 1993) |                    |           |                 |           |                           |
| Sezóna                       | Název v ročníku    | Úroveň    | Soutěž          | ZČ        | Play-off                  |
| 1961/62                      | TJ NHKG Ostrava    | 1. úroveň | 1. liga         | 6. místo  |                           |
| 1962/63                      | TJ NHKG Ostrava    | 1. úroveň | 1. liga         | 6. místo  |                           |
| 1963/64                      | TJ NHKG Ostrava    | 1. úroveň | 1. liga         | 8. místo  |                           |
| 1964/65                      | TJ NHKG Ostrava    | 1. úroveň | 1. liga         | 9. místo  |                           |
| 1965/66                      | TJ NHKG Ostrava    | 1. úroveň | 1. liga         | 6. místo  |                           |
| 1966/67                      | TJ NHKG Ostrava    | 1. úroveň | 1. liga         | 7. místo  |                           |
| 1967/68                      | TJ NHKG Ostrava    | 1. úroveň | 1. liga         | 7. místo  |                           |
| 1968/69                      | TJ NHKG Ostrava    | 1. úroveň | 1. liga         | 7. místo  |                           |
| 1969/70                      | TJ NHKG Ostrava    | 1. úroveň | 1. liga         | 5. místo  |                           |
| 1970/71                      | TJ NHKG Ostrava    | 1. úroveň | 1. liga         | 3. místo  |                           |
| 1971/72                      | TJ NHKG Ostrava    | 1. úroveň | 1. liga         | 5. místo  |                           |
| 1972/73                      | TJ NHKG Ostrava    | 1. úroveň | 1. liga         | 9. místo  |                           |
| 1973/74                      | TJ NHKG Ostrava    | 1. úroveň | 1. liga         | 5. místo  |                           |
| 1974/75                      | TJ NHKG Ostrava    | 1. úroveň | 1. liga         | 4. místo  |                           |
| 1975/76                      | TJ NHKG Ostrava    | 1. úroveň | 1. liga         | 10. místo |                           |
| 1976/77                      | TJ NHKG Ostrava    | 1. úroveň | 1. liga         | 5. místo  |                           |
| 1977/78                      | TJ NHKG Ostrava    | 1. úroveň | 1. liga         | 5. místo  |                           |
| 1978/79                      | TJ NHKG Ostrava    | 1. úroveň | 1. liga         | 5. místo  |                           |
| 1979/80                      | TJ NHKG Ostrava    | 1. úroveň | 1. liga         | 5. místo  |                           |
| 1980/81                      | TJ NHKG Ostrava    | 1. úroveň | 1. liga         | 6. místo  |                           |
| 1981/82                      | TJ NHKG Ostrava    | 1. úroveň | 1. liga         | 3. místo  |                           |
| 1982/83                      | TJ NHKG Ostrava    | 1. úroveň | 1. liga         | 3. místo  |                           |
| 1983/84                      | TJ NHKG Ostrava    | 1. úroveň | 1. liga         | 2. místo  | Finále                    |
| 1984/85                      | TJ NHKG Ostrava    | 1. úroveň | 1. liga         | 4. místo  | Zápas o 3. místo (prohra) |
| 1985/86                      | TJ NHKG Ostrava    | 1. úroveň | 1. liga         | 1. místo  | Finále                    |
| 1986/87                      | TJ NHKG Ostrava    | 1. úroveň | 1. liga         | 3. místo  | Finále                    |
| 1987/88                      | TJ NHKG Ostrava    | 1. úroveň | 1. liga         | 8. místo  |                           |
| 1988/89                      | TJ NHKG Ostrava    | 1. úroveň | 1. liga         | 5. místo  |                           |
| 1989/90                      | TJ NHKG Ostrava    | 1. úroveň | 1. liga         | 4. místo  | Zápas o 3. místo (prohra) |
| 1990/91                      | TJ NHKG Ostrava    | 1. úroveň | 1. liga         | 10. místo |                           |
| 1991/92                      | BK NH Ostrava      | 1. úroveň | 1. liga         | 6. místo  | Zápas o 5. místo (prohra) |
| 1992/93                      | BK NH Ostrava      | 1. úroveň | 1. liga         | 10. místo |                           |
| Česko (1993 – )              |                    |           |                 |           |                           |
| Sezóna                       | Název v ročníku    | Úroveň    | Soutěž          | ZČ        | Play-off                  |
| 1993                         | BK NH Ostrava      | 1. úroveň | 1. liga (ČR)    | 4. místo  | Zápas o 3. místo (prohra) |
| 1993/94                      | BK NH Ostrava      | 1. úroveň | 1. liga         | 7. místo  | Zápas o 5. místo (prohra) |
| 1994/95                      | BK NH Ostrava      | 1. úroveň | 1. liga         | 7. místo  | Zápas o 7. místo (výhra)  |
| 1995/96                      | BK NH Ostrava      | 1. úroveň | 1. liga         | 5. místo  | Zápas o 3. místo (výhra)  |
| 1996/97                      | BK NH Ostrava      | 1. úroveň | 1. liga         | 6. místo  | Zápas o 7. místo (výhra)  |
| 1997/98                      | BK NH Ostrava      | 1. úroveň | 1. liga         | 7. místo  | Zápas o 7. místo (výhra)  |
| 1998/99                      | BK NH ANES Ostrava | 1. úroveň | Mattoni NBL     | 4. místo  | Zápas o 3. místo (prohra) |
| 1999/00                      | BK NH ANES Ostrava | 1. úroveň | Mattoni NBL     | 6. místo  | Čtvrtfinále               |
| 2000/01                      | BK NH Ostrava      | 1. úroveň | Mattoni NBL     | 8. místo  | Čtvrtfinále               |
| 2001/02                      | BK NH Ostrava      | 1. úroveň | Mattoni NBL     | 8. místo  | Čtvrtfinále               |
| 2002/03                      | BK NH Ostrava      | 1. úroveň | Mattoni NBL     | 10. místo |                           |
| 2003/04                      | BK NH Ostrava      | 1. úroveň | Mattoni NBL     | 7. místo  | Čtvrtfinále               |
| 2004/05                      | BK NH Ostrava      | 1. úroveň | Mattoni NBL     | 7. místo  | Čtvrtfinále               |
| 2005/06                      | BK NH Ostrava      | 1. úroveň | Mattoni NBL     | 10. místo |                           |
| 2006/07                      | BK NH Ostrava      | 1. úroveň | Mattoni NBL     | 8. místo  | Čtvrtfinále               |
| 2007/08                      | BK NH Ostrava      | 1. úroveň | Mattoni NBL     | 6. místo  | Čtvrtfinále               |
| 2008/09                      | BK NH Ostrava      | 1. úroveň | Mattoni NBL     | 6. místo  | Čtvrtfinále               |
| 2009/10                      | BK NH Ostrava      | 1. úroveň | Mattoni NBL     | 9. místo  |                           |
| 2010/11                      | BK NH Ostrava      | 1. úroveň | Mattoni NBL     | 5. místo  | Čtvrtfinále               |
| 2011/12                      | BK NH Ostrava      | 1. úroveň | Mattoni NBL     | 7. místo  | Čtvrtfinále               |
| 2012/13                      | BK NH Ostrava      | 1. úroveň | Mattoni NBL     | 3. místo  | Semifinále                |
| 2013/14                      | BK NH Ostrava      | 1. úroveň | Mattoni NBL     | 8. místo  | Čtvrtfinále               |
| 2014/15                      | BK NH Ostrava      | 1. úroveň | Kooperativa NBL | 7. místo  | Čtvrtfinále               |
| 2015/16                      | BK NH Ostrava      | 1. úroveň | Kooperativa NBL | 9. místo  |                           |
| 2016/17                      | BK NH Ostrava      | 1. úroveň | Kooperativa NBL | 9. místo  | Play-out (3. místo)       |
| 2017/18                      | BK NH Ostrava      | 1. úroveň | Kooperativa NBL | 10. místo | Play-out (3. místo)       |
| 2018/19                      | BK NH Ostrava      | 1. úroveň | Kooperativa NBL | 11. místo |                           |
| 2019/20                      | BK NH Ostrava      | 1. úroveň | Kooperativa NBL | 10. místo |                           |

### Umístění žen
Zdroj: 
Legenda: ZČ - základní část, červené podbarvení - sestup, zelené podbarvení - postup, fialové podbarvení - reorganizace, změna skupiny či soutěže
| Československo (1964 – 1974) |                                                     |                                                     |                                                     |                                                     |                                                     |
| Sezóna                       | Název v ročníku                                     | Úroveň                                              | Soutěž                                              | ZČ                                                  | Play-off                                            |
| 1964/65                      | TJ NHKG Ostrava                                     | 1. úroveň                                           | 1. liga                                             | 11. místo                                           |                                                     |
| ...                          |                                                     |                                                     |                                                     |                                                     |                                                     |
| 1969/70                      | TJ NHKG Ostrava                                     | 1. úroveň                                           | 1. liga                                             | 12. místo                                           |                                                     |
| ...                          |                                                     |                                                     |                                                     |                                                     |                                                     |
| 1971/72                      | TJ NHKG Ostrava                                     | 1. úroveň                                           | 1. liga                                             | 5. místo                                            |                                                     |
| 1972/73                      | TJ NHKG Ostrava                                     | 1. úroveň                                           | 1. liga                                             | 7. místo                                            |                                                     |
| 1973/74                      | TJ NHKG Ostrava                                     | 1. úroveň                                           | 1. liga                                             | 11. místo                                           |                                                     |
| ...                          |                                                     |                                                     |                                                     |                                                     |                                                     |
| Pozn.:                       | Družstvo žen zaniklo v průběhu 90. let 20. století. | Družstvo žen zaniklo v průběhu 90. let 20. století. | Družstvo žen zaniklo v průběhu 90. let 20. století. | Družstvo žen zaniklo v průběhu 90. let 20. století. | Družstvo žen zaniklo v průběhu 90. let 20. století. |

## Účast v mezinárodních pohárech
Zdroj: 
| Výkonnostní úrovně |
| mezikontinentální úroveň – Interkontinentální pohár                                                                                                  |
| 1. výkonnostní úroveň – Pohár mistrů evropských zemí, FIBA SuproLeague, Euroliga                                                                     |
| 2. výkonnostní úroveň – Pohár vítězů pohárů, Saportův pohár, ULEB Eurocup                                                                            |
| 3. výkonnostní úroveň – Koračův pohár, FIBA EuroCup Challenge (2002–2003), FIBA EuroChallenge, FIBA Europe Cup (2015–2016), Basketbalová liga mistrů |
| 4. výkonnostní úroveň – FIBA EuroCup Challenge (od r. 2003), FIBA Europe Cup (od r. 2016)                                                            |

Legenda: EL - Euroliga, PMEZ - Pohár mistrů evropských zemí, IP - Interkontinentální pohár, FSL - FIBA SuproLeague, UEC - ULEB Eurocup, BLM - Basketbalová liga mistrů, FEC - FIBA Europe Cup, PVP - Pohár vítězů pohárů, SP - Saportův pohár, KP - Koračův pohár, FECH - FIBA EuroChallenge, FECCH - FIBA EuroCup Challenge
- KP 1982/83 – Čtvrtfinále, sk. A (4. místo)
- PVP 1984/85 – 2. kolo
- PVP 1986/87 – Čtvrtfinále, sk. A (4. místo)
- KP 1987/88 – 2. kolo
- KP 1992/93 – 3. kolo
- KP 1993/94 – 2. kolo
- KP 1994/95 – 1. kolo
- KP 1995/96 – 1. kolo
- KP 1996/97 – 1. kolo
- KP 1998/99 – 2. kolo, sk. F (4. místo)